# Slowenische Fußballnationalmannschaft (U-19-Frauen)
Die slowenische U-19-Fußballnationalmannschaft der Frauen repräsentiert Slowenien im internationalen Frauenfußball. Die Nationalmannschaft untersteht dem Nogometna zveza Slovenije und wird seit 2012 von Petra Mikeln trainiert.
Die U-19-Auswahl nimmt seither mindestens 2006 an jeder Austragung der Qualifikation für die U-19-Europameisterschaft für Slowenien teil. Bislang konnte sich das Team jedoch nie für eine EM-Endrunde qualifizieren. Nach der Einführung der geteilten Ligen, schaffte es die Mannschaft zur Qualifikation für das Turnier im Jahr 2023 in die Liga A, stieg aus dieser aber als letzter seiner Gruppe direkt wieder ab und verpasste so die Qualifikation.

## Turnierbilanz

### Europameisterschaft
| Jahr   | Gastgeber      | Platzierung                                  |
| ------ | -------------- | -------------------------------------------- |
| 1998   | mehrere        | nicht qualifiziert                           |
| 1999   | Schweden       | nicht qualifiziert                           |
| 2000   | Frankreich     | nicht qualifiziert                           |
| 2001   | Norwegen       | nicht qualifiziert                           |
| 2002   | Schweden       | nicht qualifiziert                           |
| 2003   | Deutschland    | nicht qualifiziert                           |
| 2004   | Finnland       | nicht qualifiziert                           |
| 2005   | Ungarn         | nicht qualifiziert                           |
| 2006   | Schweiz        | nicht qualifiziert                           |
| 2007   | Island         | nicht qualifiziert                           |
| 2008   | Frankreich     | nicht qualifiziert                           |
| 2009   | Belarus        | nicht qualifiziert                           |
| 2010   | Nordmazedonien | nicht qualifiziert                           |
| 2011   | Italien        | nicht qualifiziert                           |
| 2012   | Türkei         | nicht qualifiziert                           |
| 2013   | Wales          | nicht qualifiziert                           |
| 2014   | Norwegen       | nicht qualifiziert                           |
| 2015   | Israel         | nicht qualifiziert                           |
| 2016   | Slowakei       | nicht qualifiziert                           |
| 2017   | Nordirland     | nicht qualifiziert                           |
| 2018   | Schweiz        | nicht qualifiziert                           |
| 2019   | Schottland     | nicht qualifiziert                           |
| 2020 1 | Georgien 1     | – 1                                          |
| 2021 1 | Belarus 1      | – 1                                          |
| 2022   | Tschechien     | Liga B (2. Runde)                            |
| 2023   | Belgien        | Liga A (nicht qualifiziert für die Endrunde) |